# Vermina
Vermina (en berbère : ⴼⵉⵔⵎⵉⵏⴰ) est le dernier roi des Massæsyles, et le fils de Syphax. Il est mentionné, pour la première fois, en 204 av. J-.C., comme successeur de son père alors en guerre contre Massinissa, roi des Massyles.

## Biographie
En 203 av. J.-C., lors de la bataille des Grandes Plaines, les armées numide de Massinissa et romaine vainquent la coalition de Syphax et des Carthaginois. Après la défaite et la capture de son père, Vermina continua à être fidèle aux Carthaginois. Il rejoint Hannibal peu après son arrivée en Afrique, mais ne participe pas directement à la bataille de Zama (202 av. J.-C.) : arrivé en retard bien après la bataille à la tête d'une armée considérable, il est attaqué et défait par les Romains qui lui infligent de lourdes pertes.
Près de 15 000 de ses hommes furent massacrés et environ 12 000 furent faits prisonniers. Vermina réussit cependant de justesse à s'échapper avec quelques-uns de ses cavaliers. En 200 av. J.-C., il envoie un ambassadeur à Rome demandant la rémission. Le sénat envoie alors des commissaires pour définir les conditions et conclure la paix.
Les territoires de Vermina, correspondant à l'Ouest de la Numidie, tombent sous le contrôle de Massinissa ; la Numidie est alors unifiée. Vermina est donc le dernier roi massæsyle.